# Thézey-Saint-Martin
Thézey-Saint-Martin est une commune française située dans le département de Meurthe-et-Moselle, en région Grand Est.

## Géographie
Cette commune fut un village-frontière avec l'Allemagne entre 1871 et 1918.
| Phlin     | Vulmont Moselle     | Foville Moselle            |
| Abaucourt | Thézey-Saint-Martin | Alaincourt-la-Côte Moselle |
|           | Létricourt          | Craincourt Moselle         |

### Hydrographie
La commune est dans le bassin versant du Rhin au sein du bassin Rhin-Meuse. Elle est drainée par la Seille, le ruisseau de Foville, le ruisseau de l'Arbrepine, le ruisseau de St-Buzieux, le ruisseau de St-Jean et le ruisseau de Vulmont,.
La Seille, d'une longueur de 138 km, prend sa source dans la commune de Maizières-lès-Vic et se jette  dans divers bras mort de la Moselle à Metz, après avoir traversé 57 communes. 

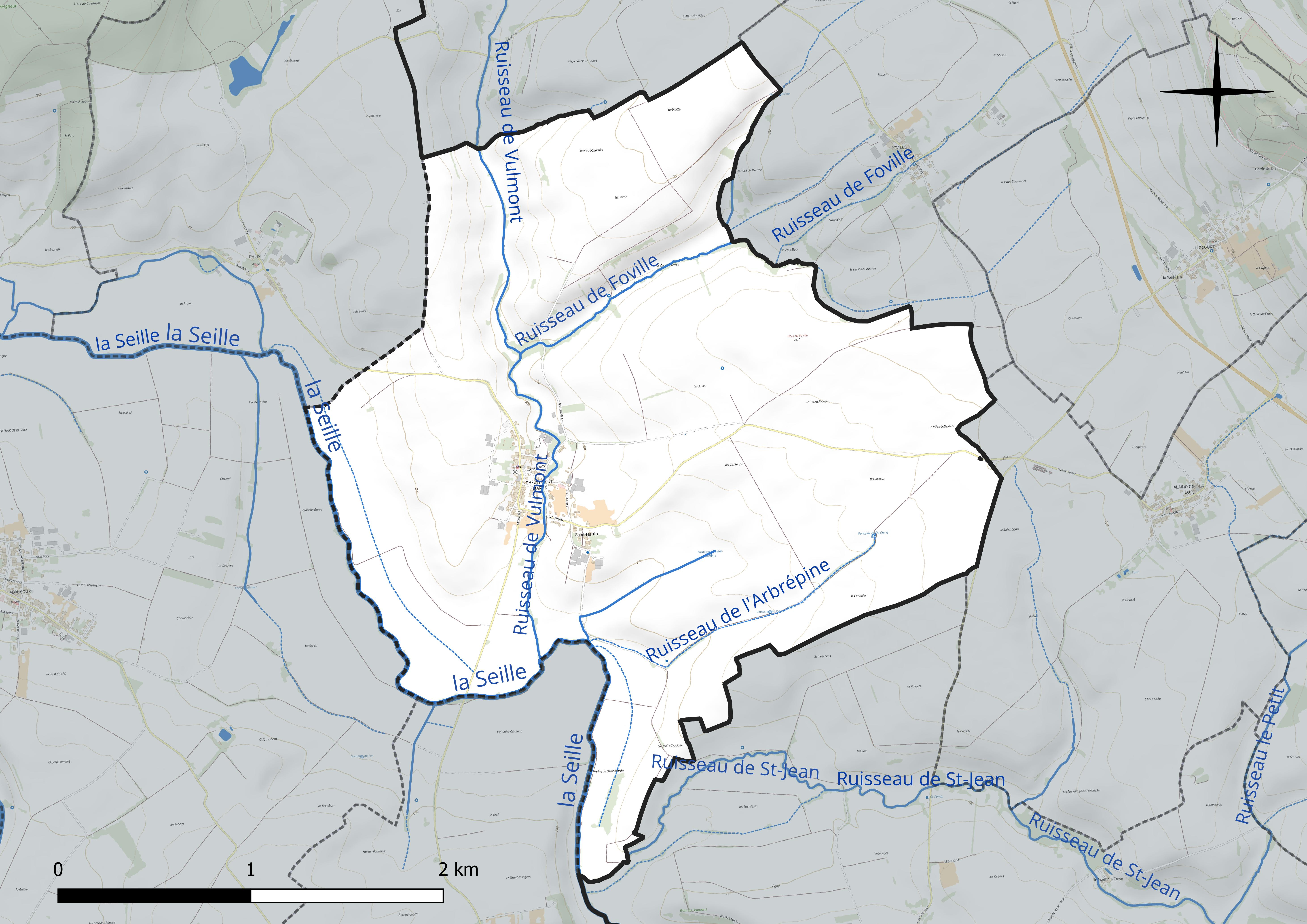
Réseau hydrographique de Thézey-Saint-Martin.

### Climat
Pour des articles plus généraux, voir Climat du Grand Est et Climat de Meurthe-et-Moselle.
En 2010, le climat de la commune est de type climat océanique dégradé des plaines du Centre et du Nord, selon une étude du Centre national de la recherche scientifique s'appuyant sur une série de données couvrant la période 1971-2000. En 2020, Météo-France publie une typologie des climats de la France métropolitaine dans laquelle la commune est exposée à un climat semi-continental et est dans la région climatique  Lorraine, plateau de Langres, Morvan, caractérisée par un hiver rude (1,5 °C), des vents modérés et des brouillards fréquents en automne et hiver. 
Pour la période 1971-2000, la température annuelle moyenne est de 9,8 °C, avec une amplitude thermique annuelle de 17,1 °C. Le cumul annuel moyen de précipitations est de 774 mm, avec 11,7 jours de précipitations en janvier et 9,3 jours en juillet. Pour la période 1991-2020, la température moyenne annuelle observée sur la station météorologique de Météo-France la plus proche, « M.n.l. », sur la commune de Goin à 11 km à vol d'oiseau, est de 10,7 °C et le cumul annuel moyen de précipitations est de 678,8 mm. 
La température maximale relevée sur cette station est de 39,5 °C, atteinte le 24 juillet 2019 ; la température minimale est de −16,3 °C, atteinte le 2 janvier 1997,,. 
Les paramètres climatiques de la commune ont été estimés pour le milieu du siècle (2041-2070) selon différents scénarios d'émission de gaz à effet de serre à partir des nouvelles projections climatiques de référence DRIAS-2020. Ils sont consultables sur un site dédié publié par Météo-France en novembre 2022.

## Urbanisme

### Typologie
Au 1er janvier 2024, Thézey-Saint-Martin est catégorisée commune rurale à habitat dispersé, selon la nouvelle grille communale de densité à sept niveaux définie par l'Insee en 2022.
Elle est située hors unité urbaine. Par ailleurs la commune fait partie de l'aire d'attraction de Metz, dont elle est une commune de la couronne,. Cette aire, qui regroupe 245 communes, est catégorisée dans les aires de 200 000 à moins de 700 000 habitants,.

### Occupation des sols
L'occupation des sols de la commune, telle qu'elle ressort de la base de données européenne d’occupation biophysique des sols Corine Land Cover (CLC), est marquée par l'importance des territoires agricoles (95,8 % en 2018), une proportion identique à celle de 1990 (95,8 %). La répartition détaillée en 2018 est la suivante : terres arables (63,5 %), prairies (32,3 %), zones urbanisées (4,2 %). L'évolution de l’occupation des sols de la commune et de ses infrastructures peut être observée sur les différentes représentations cartographiques du territoire : la carte de Cassini (XVIIIe siècle), la carte d'état-major (1820-1866) et les cartes ou photos aériennes de l'IGN pour la période actuelle (1950 à aujourd'hui).

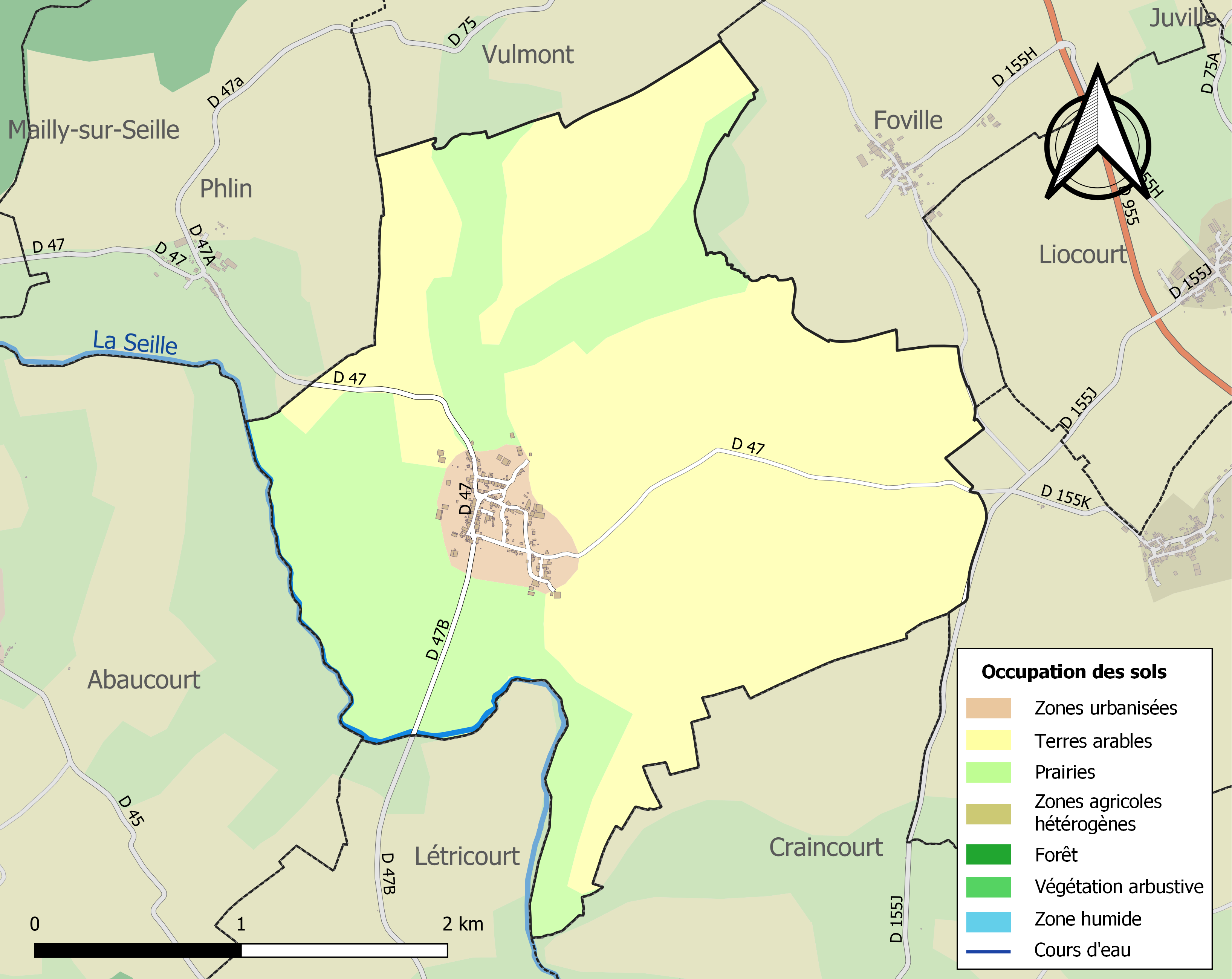
Carte des infrastructures et de l'occupation des sols de la commune en 2018 (CLC).

## Toponymie
Le nom de la localité est attesté sous les formes Tasey (1181) ; Taysey (1192) ; Tazey (1277) ; Thazey (1420) ; Taisey (1498) ; Taizey (1515) ; Taixey, Taxey (1566) ; Thessey (1719),; Thaizé ou Thézé (carte de Cassini).

Taixey en Austrasien, vraisemblablement Taiχey.
Saint-Martin est un hagiotoponyme qui correspond à un ancien hameau et château (seigneurie ) et à une chapelle qui lui est dédiée.

## Histoire
- Vers 1400, Jean de Chérisey, seigneur en partie de Chérisey, devient seigneur de Thézey, de par son mariage avec Perette de Taisey, veuve de Jacquemin d'Onville[17].
- Le 19 août 1453, Christophe de Chérisey vend à Jean de Toullon les maisons forte, terres et seigneurie de Thézey, ses appartenances et dépendances avec une rente annuelle de vingt six gros sur le ban d'Alaincourt, le tout pour 133 francs[16].
- Jean de Toullon ayant suivi le parti du duc de Bourgogne contre le duc René II de Lorraine, se vit confisquer la terre qui sera donnée avec la vouerie de Nomeny à Jean de Baulde en 1477[18].

## Politique et administration
| Période                                  | Période                   | Identité                                     | Étiquette | Qualité     |
| ---------------------------------------- | ------------------------- | -------------------------------------------- | --------- | ----------- |
| Les données manquantes sont à compléter. |                           |                                              |           |             |
| mars 1971                                | mars 2014                 | Henri Cerutti                                | ex-UDF    |             |
| mars 2014[                               | En cours (au 23 mai 2020) | Alain Cerutti Réélu pour le mandat 2020-2026 |           | Agriculteur |

## Population et société

### Démographie
L'évolution du nombre d'habitants est connue à travers les recensements de la population effectués dans la commune depuis 1793. Pour les communes de moins de 10 000 habitants, une enquête de recensement portant sur toute la population est réalisée tous les cinq ans, les populations de référence des années intermédiaires étant quant à elles estimées par interpolation ou extrapolation. Pour la commune, le premier recensement exhaustif entrant dans le cadre du nouveau dispositif a été réalisé en 2007.

En 2022, la commune comptait 201 habitants, en évolution de −0,99 % par rapport à 2016 (Meurthe-et-Moselle : −0,13 %, France hors Mayotte : +2,11 %).
| 1793 | 1800 | 1806 | 1821 | 1831 | 1836 | 1841 | 1846 | 1851 |
| ---- | ---- | ---- | ---- | ---- | ---- | ---- | ---- | ---- |
| 403  | 471  | 466  | 475  | 486  | 442  | 456  | 507  | 530  |

| 1856 | 1861 | 1872 | 1876 | 1881 | 1886 | 1891 | 1896 | 1901 |
| ---- | ---- | ---- | ---- | ---- | ---- | ---- | ---- | ---- |
| 454  | 420  | 385  | 362  | 387  | 389  | 355  | 351  | 325  |

| 1906 | 1911 | 1921 | 1926 | 1931 | 1936 | 1946 | 1954 | 1962 |
| ---- | ---- | ---- | ---- | ---- | ---- | ---- | ---- | ---- |
| 296  | 290  | 225  | 231  | 202  | 209  | 177  | 182  | 163  |

| 1968 | 1975 | 1982 | 1990 | 1999 | 2006 | 2007 | 2012 | 2017 |
| ---- | ---- | ---- | ---- | ---- | ---- | ---- | ---- | ---- |
| 165  | 158  | 168  | 189  | 189  | 196  | 197  | 208  | 203  |

| 2022 | - | - | - | - | - | - | - | - |
| ---- | - | - | - | - | - | - | - | - |
| 201  | - | - | - | - | - | - | - | - |

## Économie
On trouve, pour la période du XIXe siècle une synthèse de la production agricole en ces termes :
« Thézey-Saint-Martin, vaste et fertile territoire situé à la limite du département de la Moselle, formé de terres fortes et de marnes intra-liasiques ; il produit beaucoup de céréales. La superficie du ban est de 700 hectares, dont 550 en terres labourables, 92 hectares en prés naturels, tant sur la Seille que sur le ruisseau, 50 hectares de luzernes, 6 de vignes et 2 de pâturages. Cette commune, qui possédait autrefois un bétail nombreux, 160 vaches, 130 chevaux et 500 moutons, vient d'être visitée par le typhus contagieux, et l'on assure que la perte est, en moyenne, de 50 pour cent. Telle est la description statistique de ce riche canton. »

## Culture locale et patrimoine

### Lieux et monuments

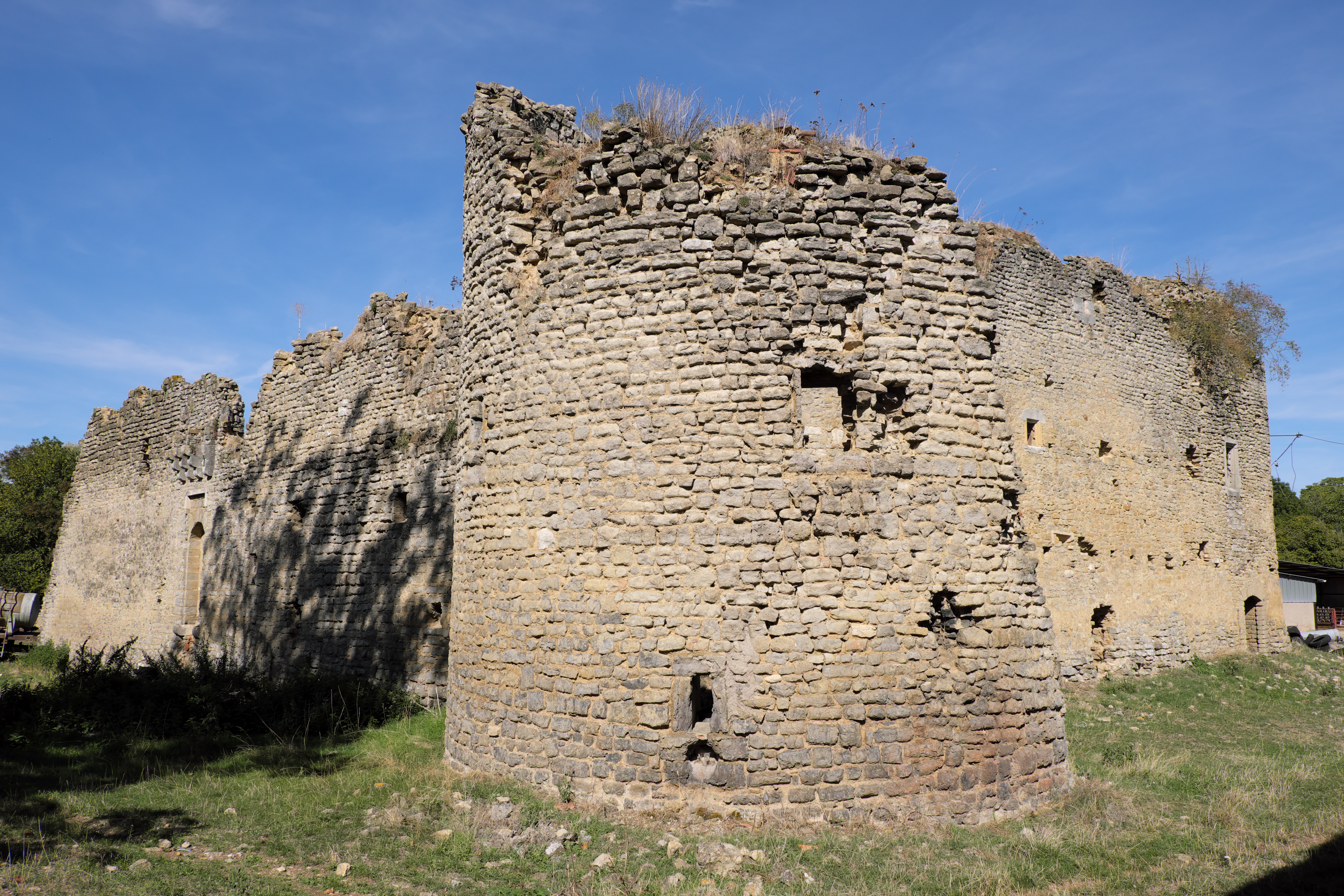
Ruines de la maison forte.

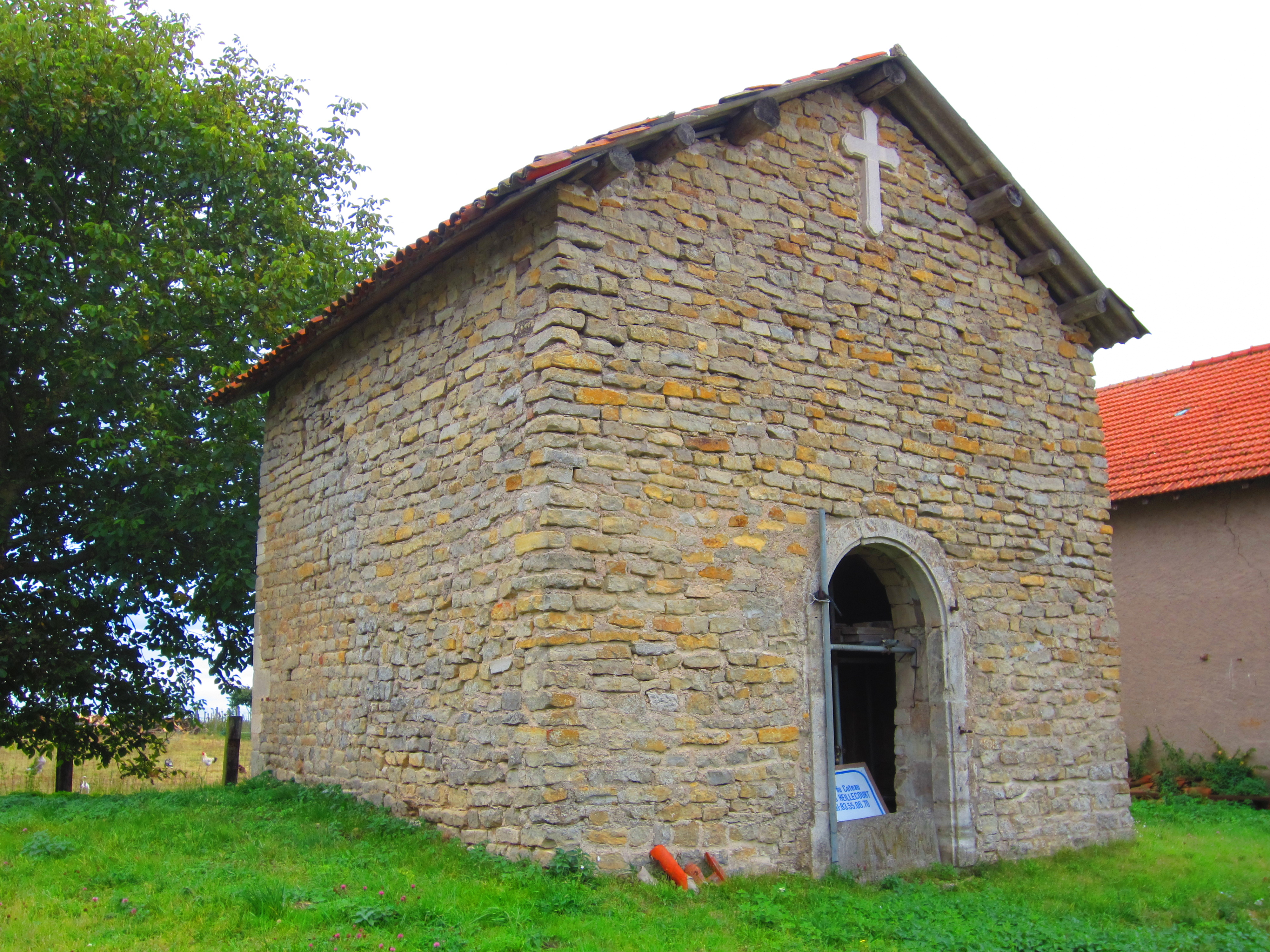
Chapelle Saint-Martin.

- Vestiges de la maison-forte mentionné en 1453 : enceinte avec porte cochère à bretèche, logis remanié aux XVIe et XVIIe siècles ; chapelle castrale voûtée d'ogives, restes de donjon ; cheminée monumentale sont inscrits au titre des monuments historiques depuis 1994[25].
- Église Saint-Michel du XVIIIe siècle, remaniée au XIXe, partiellement reconstruite après 1918.
- Chapelle Saint-Martin, des XIVe et XVe siècles.

### Héraldique, logotype et devise
| Blason de Thézey-Saint-Martin | Blason  | Bandé d'or et d'azur ; chapé d'argent chargé de deux coquilles de sable ; le tout enfermé dans une bordure de gueules. |
| Blason de Thézey-Saint-Martin | Détails | Le bandé et la bordure sont les armes de la baronnie de Vivier dont dépendait Thézey. Le chapé indique l'écart de Saint Martin et les deux coquilles représentent Saint Michel, patron de la paroisse. Le statut officiel du blason reste à déterminer. |